# Dusche

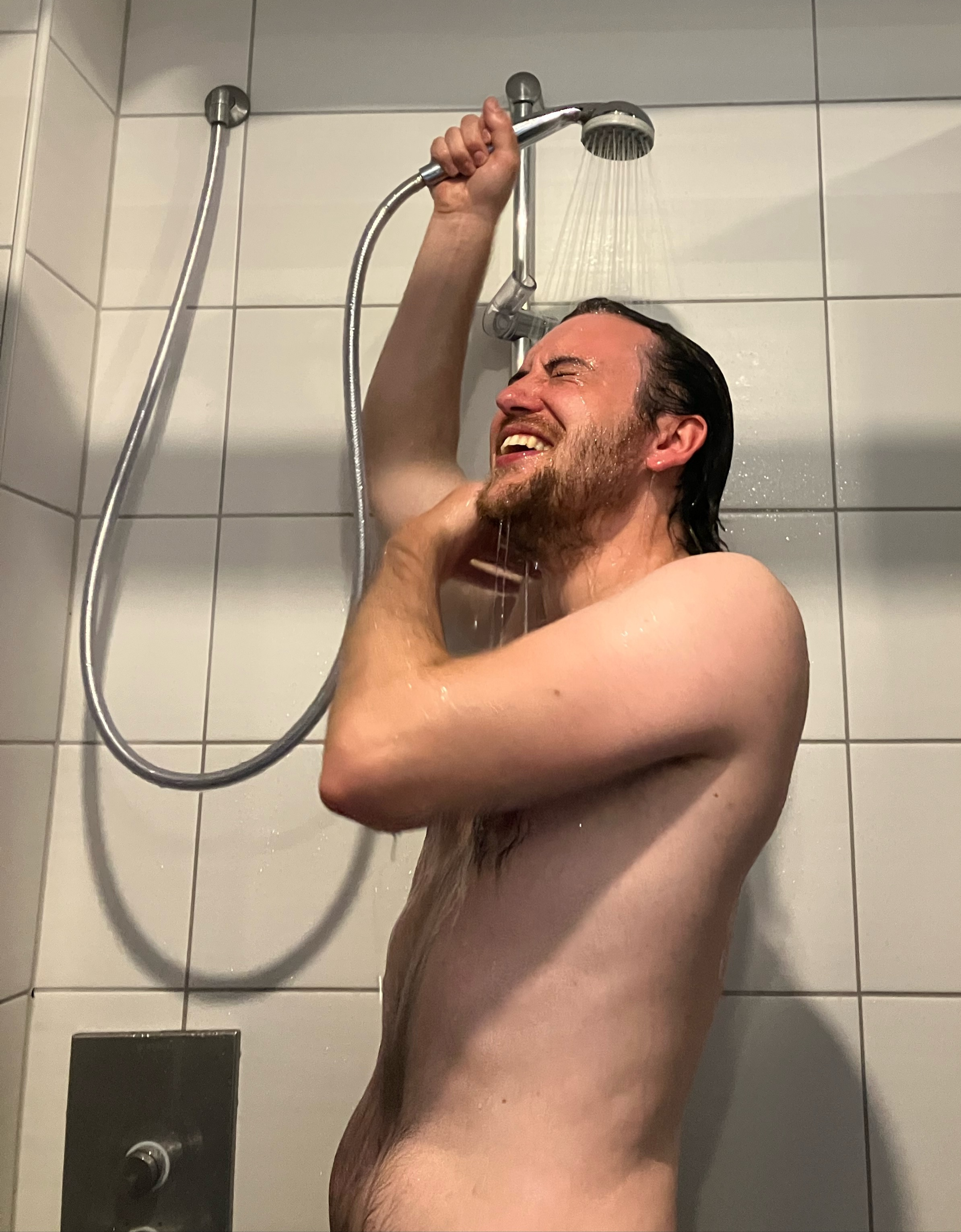
Mann duscht

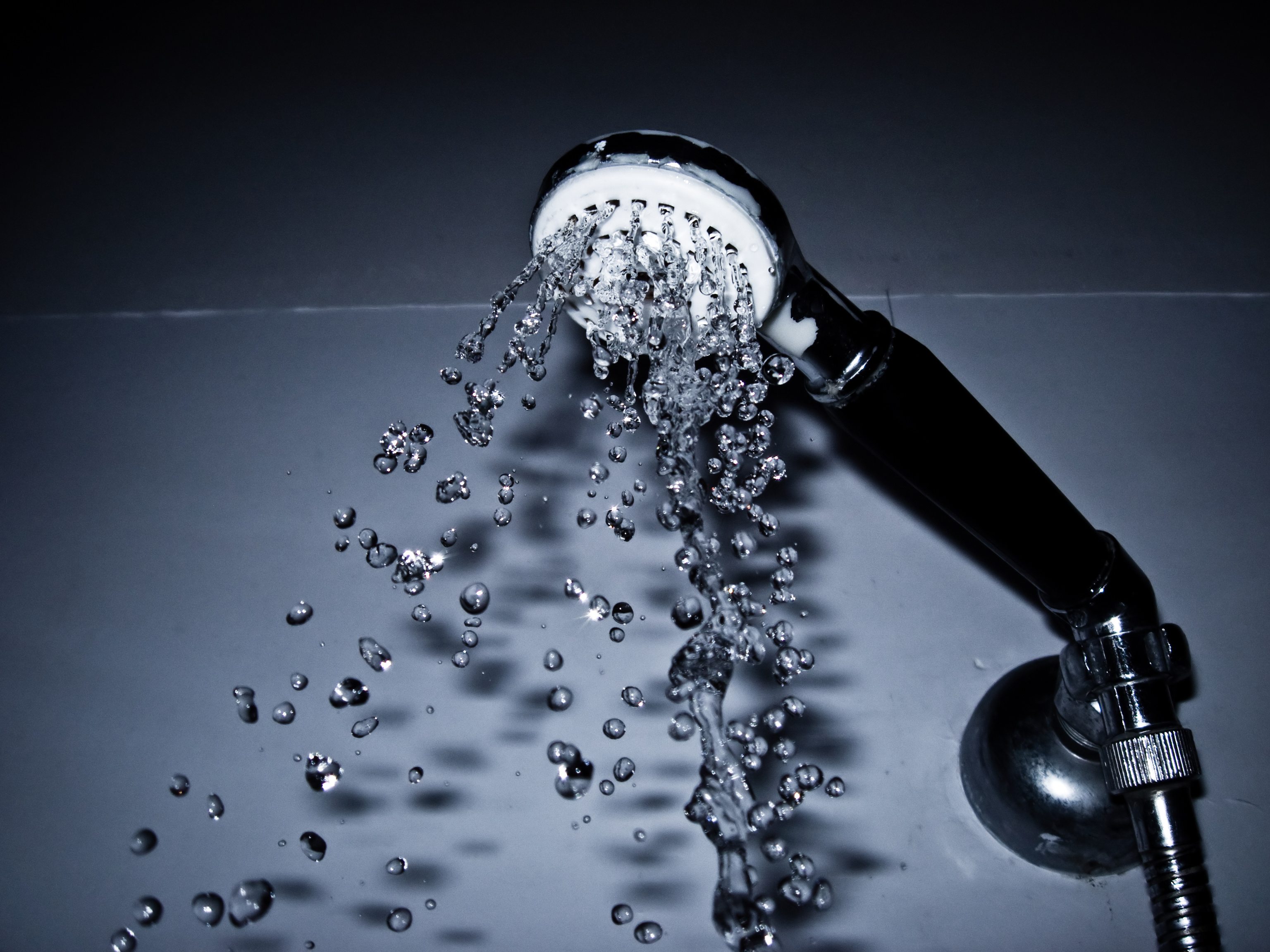
Duschkopf in Betrieb

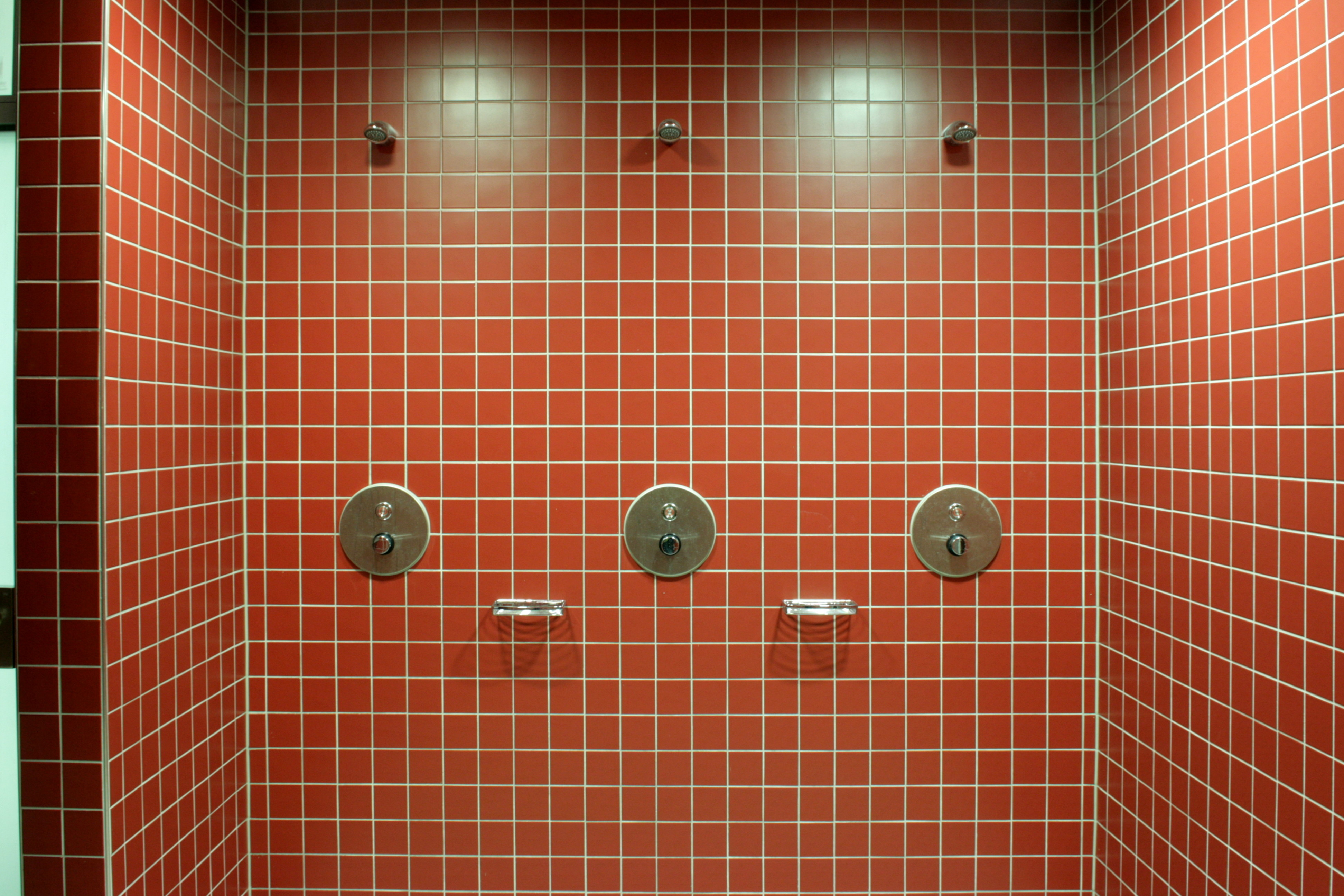
Duschen in einem Schwimmbad in Wuppertal

Die Dusche (eingedeutschte Schreibweise von französisch douche, von lateinisch ductio = „Leitung“), synonym Brause, ist eine sanitäre Anlage, die der künstlichen Beregnung des Körpers mit Wasser dient, dem Duschen. Hauptgrund hierfür ist die Körperpflege, aber auch die Steigerung von Wohlbefinden und Entspannung können Gründe für die Benutzung einer Dusche sein.
Das Duschen ersetzt heute in der westlichen Welt vielfach das früher übliche Baden in öffentlichen Gewässern. Ursprünglich vor allem in Volksbädern und medizinischen Anstalten anzutreffen, ist die Dusche heute Bestandteil des typischen modernen Badezimmers. Vor allem kleinere Wohnungen besitzen häufig nur eine Duschkabine und keine Badewanne. Öffentliche Duschen mit separaten Umkleideräumen finden sich regelmäßig in Schwimmbädern und Sporthallen. Das Duschen erfolgt überwiegend nackt, in der Öffentlichkeit bisweilen auch teilweise bekleidet.

## Geschichte

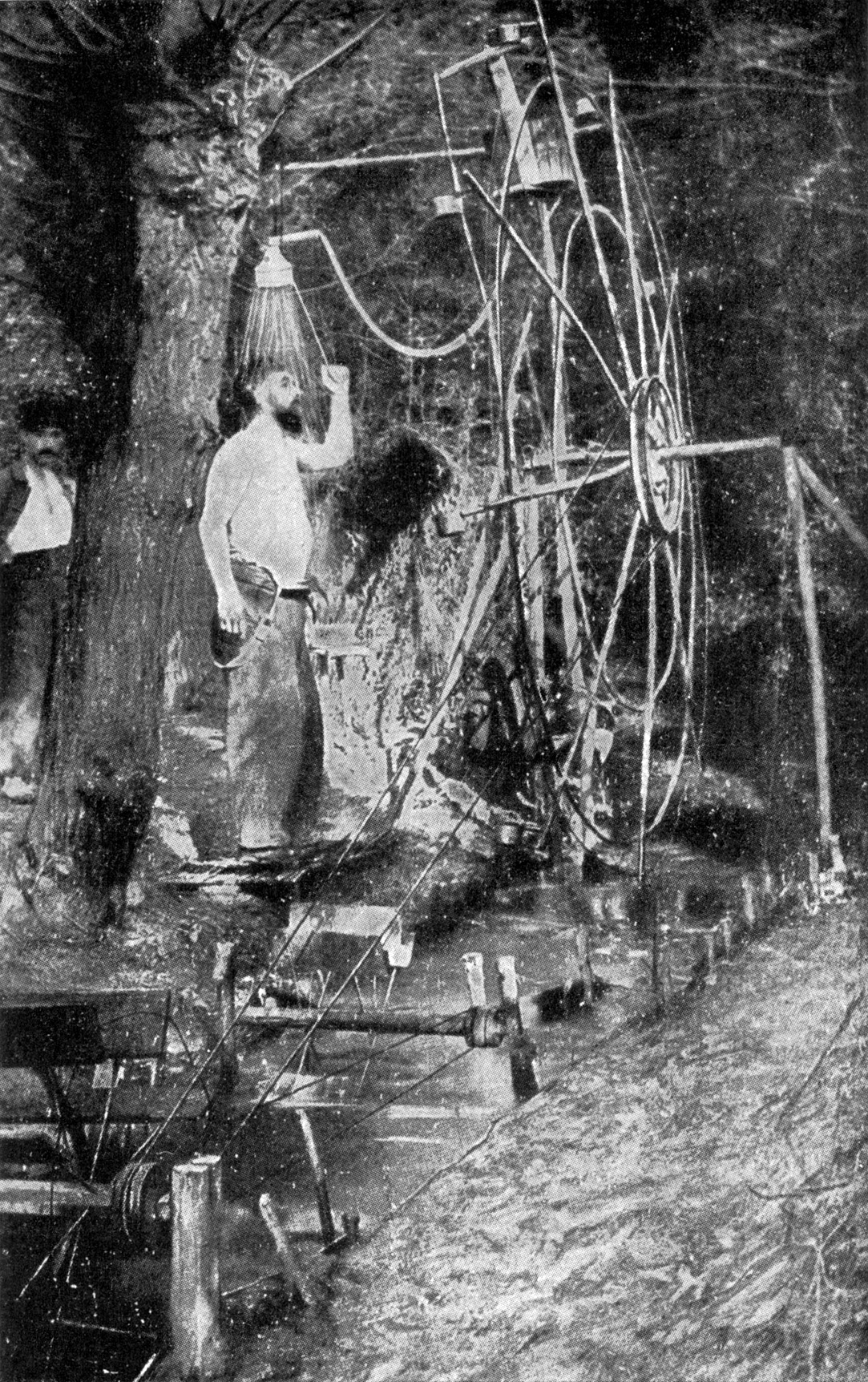
Eine von französischen Soldaten während des Ersten Weltkriegs improvisierte Duschinstallation

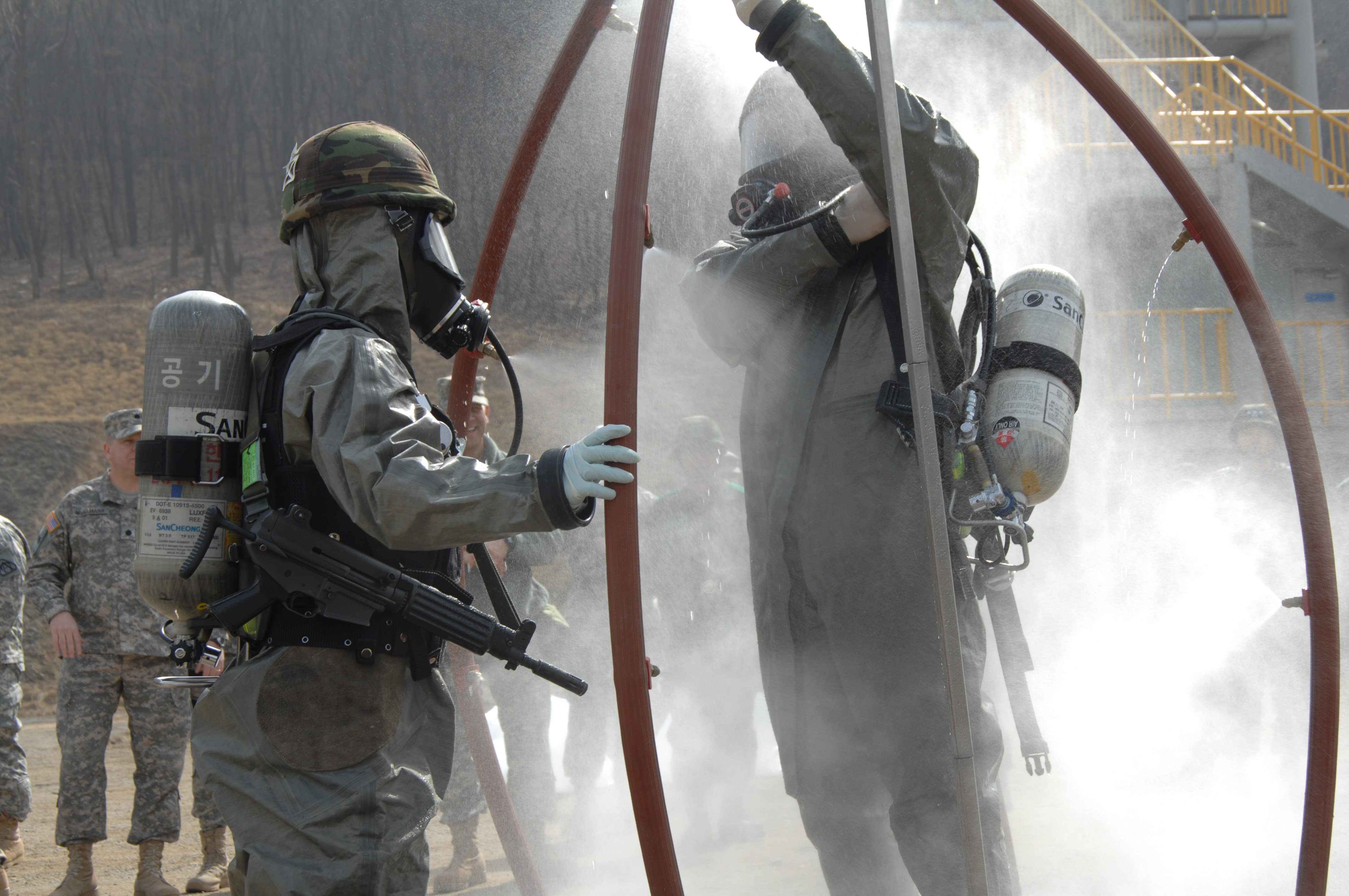
Südkoreanische und US-Soldaten bei einer Dekontaminations-Vorführung

Seit frühester Zeit geschah die Reinigung des Körpers unter fließendem Wasser. Duschen mit Wasserbehältern oder -zuleitungen gab es bereits im alten Griechenland, teilweise als Nachbildung natürlicher Wasserfälle.
In der Naturalis historia des römischen Schriftstellers Plinius der Ältere wird die Erfindung der Dusche (pensiles balineae, „hängende Bäder“) einem Sergius Orata zugeschrieben, der damit Landhäuser ausgestattet haben soll, um ihren Wert beim Wiederverkauf zu steigern.
In Frankreich wurde die Praxis des Duschens durch Jean Pidoux (ca. 1550–1610), Leibarzt am französischen Königshof, verbreitet. Er war auf die heilende Kraft der Mineralquellen im kleinen Ort Pougues (heute Pougues-les-Eaux) aufmerksam geworden. In einer Schrift von 1597 beschreibt er die bei Anwendung der Heilwässer zu beachtenden Regeln sowie verschiedene Formen der ‚Dusche‘.
Erst Ende des 18. Jahrhunderts verbreitete sich die Ansicht, dass Wasser für die Körperhygiene von wesentlicher Bedeutung sei. Zu therapeutischen Zwecken wurden Duschen („Douchen“ sowie „Sturzbäder“ und „Douchbäder“) zu Beginn des 19. Jahrhunderts in psychiatrischen Anstalten verwendet. Duschen wurden 1872 durch den Mediziner François Merry Delabost im Gefängnis Bonne-Nouvelle im französischen Rouen eingeführt. Unmittelbar nach der Publizierung seiner Erfahrungen im Jahr 1875 übernahmen französische Streitkräfte die Neuerung. Im gleichen Jahr wurden Duschen als Einzelkabinen in Gefängnissen, Kasernen und Internaten verwendet und wenig später hielten sie Einzug in öffentlichen Badeanstalten.

Das preußische Militär stattete ab 1879 Kasernen mit Großraumduschen aus.

## Bauform

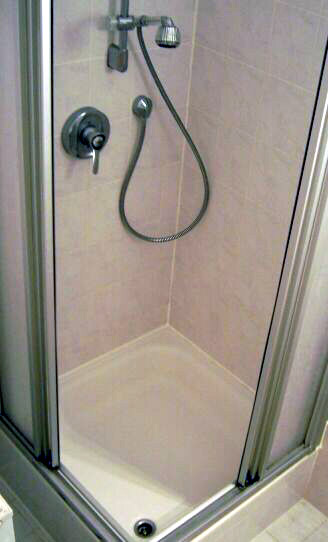
Duschkabine mit Schiebetüren

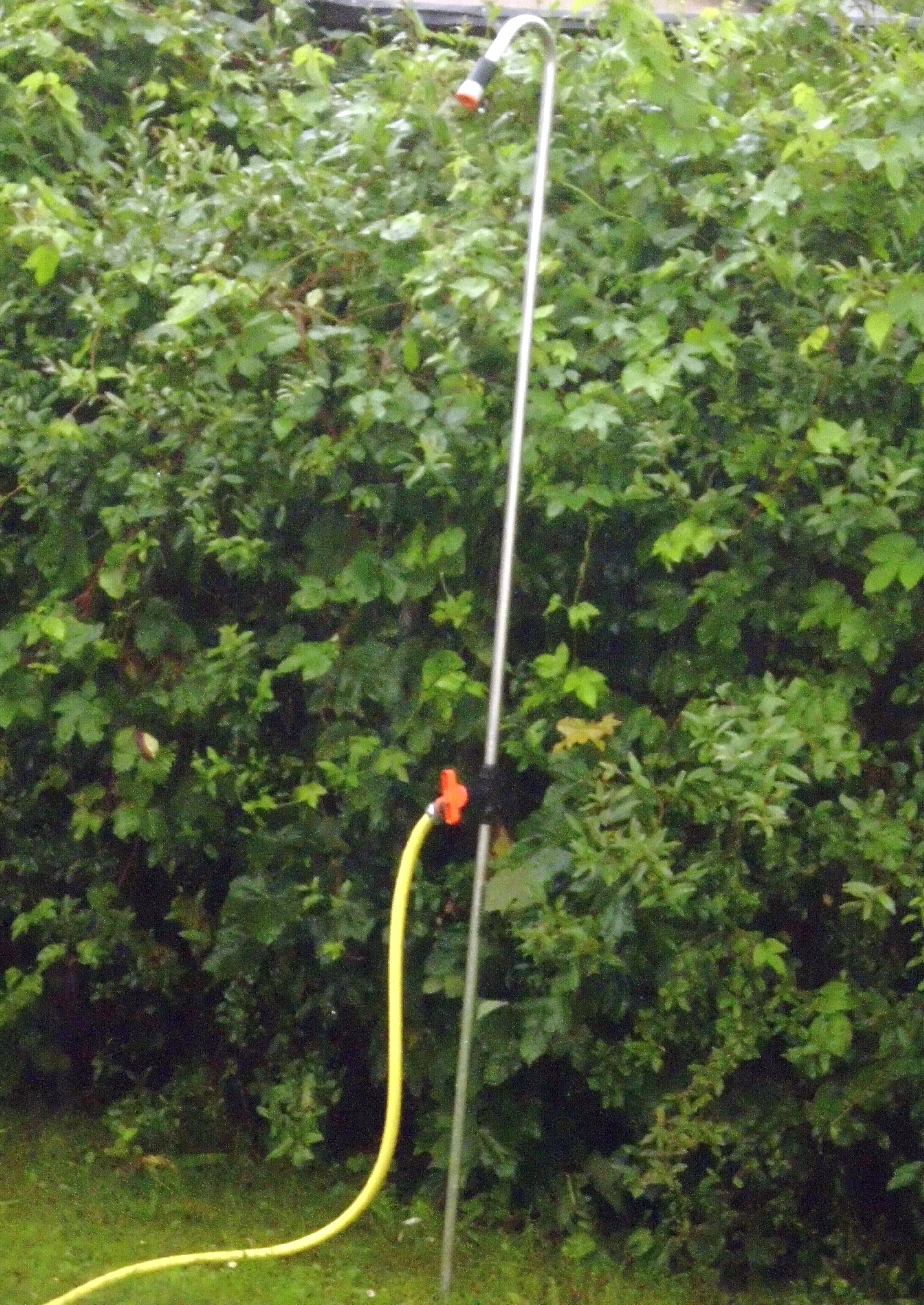
Gartendusche

Wesentliches Element einer Dusche sind der Wasserauslass (heute meist als Duschkopf gestaltet) und die Wasserarmatur zur Steuerung des Durchflusses. Um den Wasserverbrauch zu begrenzen, sind öffentliche Duschen meist mit Selbstschlussarmatur mit Druckknopf ausgestattet, die das Wasser nur für eine bestimmte Zeit freigibt.
Duschen sind oft baulich umgrenzt, um die Umgebung vor Spritzwasser zu bewahren oder Privatsphäre/Privatheit herzustellen. Übliche Formen sind Duschkabinen mit leichten Trennwänden oder gemauerte Duschnischen sowie Schiebe-, Drehtüren oder Duschvorhänge aus Textil oder Folie.
Die Entwässerung erfolgt in der Regel über einen Bodenablauf. Zum Schutz des Untergrundes vor Feuchtigkeit werden entweder vorgefertigte Duschwannen verwendet oder es wird eine Bauwerksabdichtung vorgesehen. Duschwannen werden auch als Duschtassen bezeichnet. Sie besitzen meist eine Ablauföffnung und sind in verschiedenen Größen, Höhen und Formen erhältlich.
In Gärten, Campingplätzen, Marinas, Freibädern und an Stränden werden Duschen auch im Freien eingerichtet.
Bei Aufenthalten in der Natur werden Duschen durch das Aufhängen eines wassergefüllten Behälters improvisiert.
Mobile Duschen oder Fertigduschen stehen frei im Raum und finden Verwendung auf Baustellen, als Campingzubehör oder z. B. als Übergangslösung in Altbauwohnungen ohne eigenes Badezimmer. Komplett gelieferte Duschkabinen können auch eine eigene Warmwasserbereitung und Abwasserpumpe enthalten, so dass nur ein Kaltwasseranschluss, eine Steckdose und eine Abflussmöglichkeit benötigt werden.
Duschkabinen werden in der Regel durch leichte Duschabtrennungen gebildet, die aus lackiertem Blech, Kunststoff oder Verbundmaterial bestehen können. Transparente Trennwände bestehen aus gefasstem oder freistehendem Einscheiben-Sicherheitsglas (ESG), Verbundsicherheitsglas (VSG) oder schlagfestem Kunststoff. Der Einstieg kann durch drehbar gelagerte oder in Schienen oder Rollen geführte Elemente verschlossen werden. Duschkabinen sind auch mit Eckeinstieg, freistehend und viertelrunden Ecken erhältlich.
Für Badewannen gibt es leichte Trennwände als Aufsatz, die ebenso wie Duschabtrennungen oft an einer angrenzenden Wand montiert werden. Dichtlippen dienen dem Anschluss zur Dusch- oder Badewanne.
Duschen ohne Türen (Walk-In-Duschen) werden als begehbare Duschen bezeichnet. Dabei wird es wegen der Luftzirkulation in einer offenen Duschkabine kühler als in einer geschlossenen. Auch das Wasser kann beim Duschen leichter hinaus spritzen.
Duschen mit durchgehender, wasserdichter Ausbildung des Fußbodens oder mit Duschtasse auf Fußbodenniveau werden auch als ebenerdig oder bodengleich bezeichnet.
Sie finden häufig Anwendung, wenn sich mehrere (Gemeinschafts-)Duschen (z. B. von Sportstätten) einen gemeinsamen Ablauf teilen, sowie aus Gründen des Nutzungskomforts, der Ästhetik oder der Barrierefreiheit vermehrt auch in privaten Haushalten.
Zur Sonderausstattung gehören mehrstrahlfähige Duschköpfe, Massagefunktionen und Sitzmöglichkeiten.

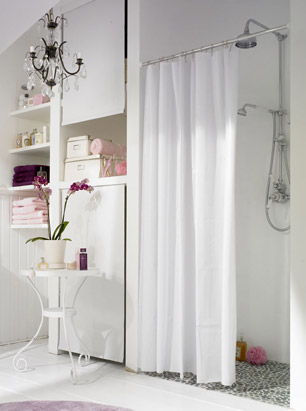
Bodenebene Dusche mit weißem Duschvorhang

Duschvorhänge bestehen oft aus PVC-, Vinyl- oder umweltfreundlicher EVA- bzw. PEVA-Folie. Textile Duschvorhänge werden aus Polyesterfasern (speziell aus veredeltem Trevira CS) oder seltener aus Baumwolle, Leinen oder PET (z. B. aus recycelten Kunststoffflaschen) gefertigt. Der untere Saum wird oft durch Zink- oder Blei-Einlagen oder ähnliches beschwert, um den Einzug des Vorhangs durch den Warmluftauftrieb beim Duschen zu vermindern. Bei der Breite des Duschvorhangs sollte eine Zugabe für den Faltenwurf von ca. 15–20 % berücksichtigt werden.
Die Befestigung des Duschvorhangs geschieht z. B. mittels Ringen, Schlaufen oder Ösen aus Metall oder Kunststoff an einer Duschvorhangstange oder einem Tragseil. Seilsysteme und variable Teleskopstangen spannen von Wand zu Wand. Duschvorhangstangen in L-, U- oder Kreis-Form werden auch durch Deckenabhänger getragen. Damit die Bewegung des Vorhangs durch die Abhängung nicht aufgehalten wird, werden Führungsprofile mit innen laufenden Gleitschuhen oder Rollen eingesetzt. Seltener werden Rollos verwendet, die aus oben oder unten befestigten Rollenführungen gezogen werden können.

## Bauliche Planung
Zur zuverlässigen Ableitung des Wassers sollte je nach Ebenheit des Bodenbelags eine Neigung von 1,0 bis 3,0 % längs und quer zum Ablauf vorgesehen werden. Bei Verwendung eines hängenden Duschvorhangs sollte sich das Gefälle hinter dem Vorhang um 5 bis 10 cm fortsetzen, um Wasserlachen durch Spritzwasser zu vermeiden. Es sind rutschhemmende Bodenbeläge zu verwenden.
Bei der Planung des Badezimmers werden unter anderem die Lage der Wasseranschlüsse und des Abflusses, Bodenhöhen, Abdichtungen und Anschlüsse, Belichtung und Belüftung festgelegt.
Zu berücksichtigen sind unter Umständen auch die Anschlüsse für einen beheizten Handtuchhalter. Eine platzsparende Toilettenschüssel oder eine diagonale Montage des WCs in einer Raumecke können mehr Raum für die Dusche schaffen.
Die Wand- und Bodenflächen sollten im Spritzwasserbereich nach DIN 18534 abgedichtet, abwischbar beschichtet und die Anschlüsse flexibel verfugt werden. Angeboten werden auch glasierte, wasserabweisend behandelte Keramikfliesen.

### Barrierefreiheit
Nach DIN 18040-1 soll zur Benutzung der Dusche mit Rollstuhl oder Gehhilfe die Wasserabschirmung mittels eines verschiebbaren Duschvorhangs erfolgen und nicht durch feste Elemente. Verlangt werden weiterhin mobile Sitzgelegenheiten, Haltegriffe, gut erreichbare Ablageflächen und ausreichende Bewegungsfreiheit z. B. für eine zweite Person. Anzustreben ist eine Grundfläche von rund 2 × 2 m.

## Physikalische Aspekte

### Wasser- und Energieverbrauch
Nach der Gebäudeheizung ist die Warmwasserbereitung zum Duschen in den meisten Privathaushalten für den größten Anteil am Gesamt-Energieverbrauch verantwortlich. 
Zusätzlich verursacht das tägliche Duschen (oder Baden) meist den größten Wasserverbrauch im Haushalt. Durch einen herkömmlichen Duschkopf fließen pro Minute ca. 15 Liter Wasser. Innerhalb von fünf Minuten werden somit 75 Liter Wasser verbraucht. Sofern nur wenige Minuten geduscht wird, liegt der Energieverbrauch beim Baden allerdings rund zweimal so hoch wie beim Duschen.
Duschköpfe mit weniger als 10-12 Litern Durchfluss pro Minute werden als wassersparend angesehen.
Um den Körper beim Duschen dennoch ausreichend zu benässen, reduzieren wassersparende Duschköpfe nicht nur den Durchfluss, sondern verteilen das ausströmende Wasser auch feiner und gleichmäßiger.
Einige hochwertige Sparbrausen lassen sich auf Durchflussmengen von beispielsweise 6, 7,5 und 9 l/min einstellen.
Dadurch kann der Verbrauch um bis zu 50 % gesenkt werden, was den CO2-Ausstoß eines Haushalts um rund 90 kg CO2 (8…12 %) und die Energiekosten um 100 bis 200 Euro pro Jahr reduziert.

### Feuchtigkeitsbildung
Da in geschlossenen Räumen vor allem beim Duschen mit warmem Wasser viel Feuchtigkeit an die Raumluft eingebracht wird, ist nach dem Duschen ein gründliches Lüften des Raumes erforderlich. Eine angemessene Raumbeheizung wirkt unterstützend. Auch wird empfohlen, die mit Wasser benetzten Wände der Duschkabine mit einem Wischer abzuziehen, um den Luftfeuchtegehalt zu reduzieren. Je niedriger die Oberflächentemperatur von Außenwänden und Fenstern, desto mehr Luftfeuchtigkeit schlägt sich dort nieder. Je kühler die Raumluft, desto eher bilden sich Wasserdampfschwaden.

### Elektrostatik

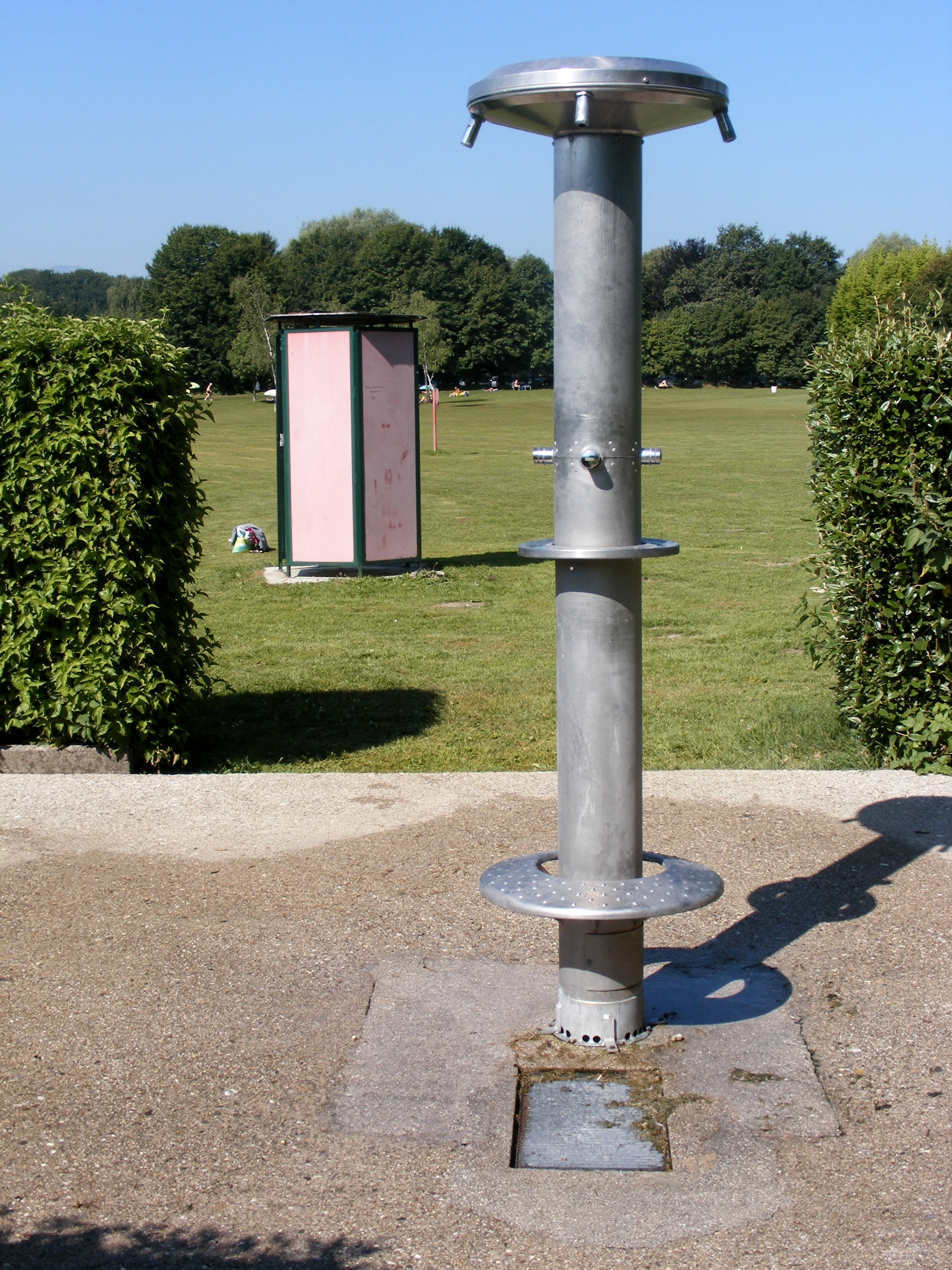
Dusche in einem Freibad in Salzburg

Beim Zerstäuben von Wassertropfen lädt sich die Luft negativ auf. Dieser Vorgang wird umgangssprachlich als Wasserfall-Elektrizität, fachlich als Balloelektrizität oder als Lenard-Effekt bezeichnet.

## Pflege
In Regionen mit kalkhaltigem Leitungswasser kann die Bildung von Kalkablagerungen durch das Abstreifen der Wassertropfen mithilfe eines Abziehers nach Verwendung der Dusche vermieden werden.
Bei langsamer Abtrocknung durch mangelnde Belüftung und wenig diffusionsoffene Baustoffe kommt es oft zur Bildung von Stockflecken, Schwarzschimmel oder Algenbewuchs.
Der Duschvorhang sollte nach dem Duschen frei hängend austrocknen können und insbesondere keinen Kontakt zu Boden oder Wanne haben.

## Mietrecht
Mieter dürfen einem Urteil des Landgerichts Köln zufolge prinzipiell zu jeder Zeit des Tages, also auch nachts, duschen. Das Gericht stellte 1997 fest: „Eine Klausel in einer Hausordnung, die Baden und Duschen nachts verbietet, ist unwirksam. Körperpflege stellt auch nachts ein sozialadäquates Verhalten dar und gehört zum normalen Mietgebrauch.“
Gemäß einem Beschluss des Oberlandesgerichts Düsseldorf sind jedoch mehr als 30 Minuten für diese Tätigkeiten nicht mehr angemessen.

## Übliche Hilfsmittel
Verschieden verbreitete Hilfsmittel sind Seife, Shampoo, Duschgel, Duschhaube, Badeschwamm, Waschlappen und Rückenbürste.